# Mošenec
Mošenec je zaniklá obec ležící v okolí Morašic (okres Svitavy), případně Bučiny (okres Ústí nad Orlicí).
František Roubík vyslovil domněnku, že hledaný Mošenec je totožný se samotou Mošnovy (severozápadně od Morašic, jižně od Bučiny). Antonín Profous a Gustav Friedrich pokládali obec za zaniklou.

## Historie
Jediná písemná zmínka pochází z roku 1293 v souvislosti s prodejem polí mezi Morašicemi a Mošencem. Existence obce je spojena s obchodní cestou z Poličky do Vysokého Mýta ve 12. století, s úpadkem významu a přemístěním trasy obchodní cesty; zřejmě obec zanikla v průběhu poloviny 14. století.